# Lingvafobi
Lingvafobi är motviljan mot kunskap om språk och språkliga varieteter utöver den språkliga kompetens som man bibringats genom sin uppväxt. Med lingvafobi förstås även språkdiskriminering och ett utbrett, genom socialt tryck ofta internaliserat, förkastande av lokala modersmålsvarieteter, vilka har påtvungits en lägre status än ett standardspråk; detta kallas även dialektfobi. Dessa termer (linguaphobia, dialectophobia) används främst, men ganska sparsamt, i engelskspråkig och italiensk litteratur om språk och sociolingvistik.
I svenskspråkig forskning har termerna inte upptagits, och artikelns titel är ett tillfällighetsord, en försvenskning av linguaphobia, som gjorts med syfte att beskriva begreppen i en svenskspråkig text.

## Lingvafobi som individuell och samhällelig självbegränsning
Edna Lue Furness definierade 1958 lingvafobi som ”motvilja mot språkstudier av vad slag som helst, modersmålsstudier eller studier av främmande språk, vilket kan vara orsak till misslyckande i eller undvikande av språkstudier”. I Furness mening är lingvafobi blott en olycklig, självvald eller inlärd begränsning, som skapar ett problem för individer och folk, vilket gör det svårare för ett land att vara framgångsrikt i global konkurrens och ha optimalt utbyte med andra stater. Orsakerna kan antas vara kollektiv bristande insikt om språkkunskapers värde, och den frustration och motvilja som uppväcks hos individer genom bristfällig undervisning. Termen linguaphobia används stundom i offentlig debatt om språksociologiska forskningsrön om självvald okunskap, till exempel om ökad likgiltighet för andra språk än engelska i samband med Brexit.

## Lingvafobi som förtryck
I forskning om relationer mellan folkgrupper som talar olika språkliga varieteter har lingvafobi använts som beteckning på förtryckande strukturer. Det har till exempel hävdats att språkliga mekanismer är ett av uttrycken för diskriminering av spansktalande invånare i Förenta staterna. Språklig diskriminering kallas också lingvicism efter den finländska språkvetaren Tove Skutnabb‐Kangas.

## Dialektfobi
Lingvafobi kan också utvecklas av en folkgrupp gentemot dess eget språkliga arv. Den historiska tendensen i Skottland att missgynna de inhemska språkvarieteterna lågskotska och skotsk gaeliska har benämnts lingvafobiska. När inåtvänd språkfientlighet riktar sig mot en fäderneärvd språklig varietet som är nära släkt med den gynnade språkliga varieteten används termen dialektfobi. Ett exempel är den hotade lågskotskan och den dominerande skotska standardengelskan, som båda är germanska språkliga varieteter. I italiensk forskning används termen om den likriktning som präglade den fascistiska diktaturen.

## Lingvafobi och dialektfobi i olika stater
Schweiziska edsförbundet utmärks i allmänhet av avsaknaden av såväl lingvafobi som dialektfobi. En sådan positiv inställning har benämnts ”linguaphilia” (linguafili) och ”dialectophilia” (dialektofili). Invånarna i Schweiz studerar flera standardvarieteter av språk, och fullkomlig diglossi är utbredd. Diglossi innebär att personer – i detta fall talare av schweizertyska språkliga varieteter – talar en lokal språklig varietet, som inte kan förstås av dem som enbart talar standardspråket, som med Heinz Kloss term kallas ”takspråket” (dachsprache), alltså standardtyska. I Norge har ett liknande intresse för de dussintals egna språkliga varieteterna (dock icke samiska förrän nyligen) varit förhärskande.

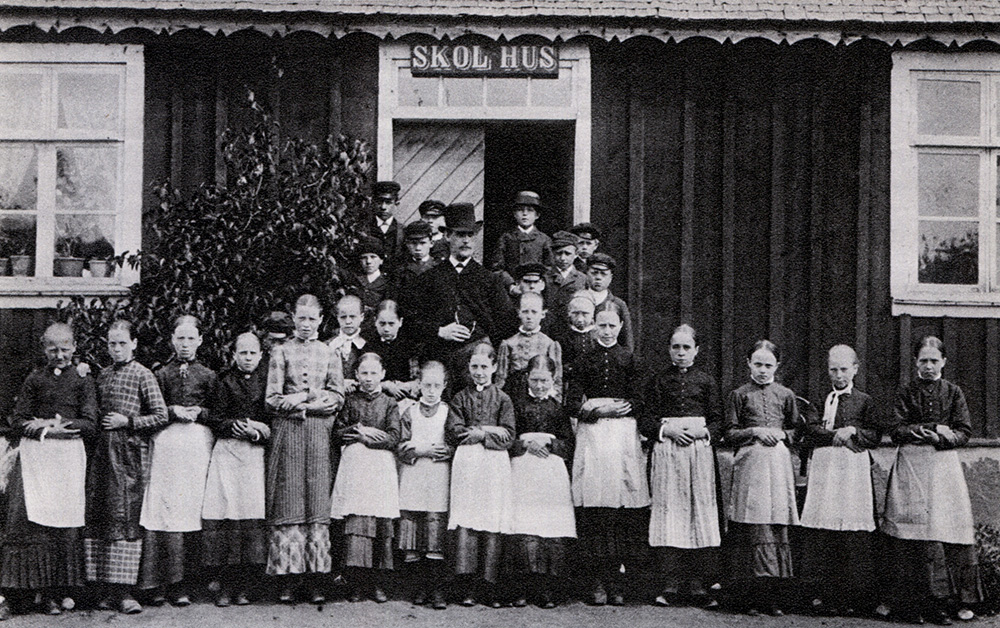
Svenska skolor ålades att utrota landets språkliga varieteter.

### Sverige
Svensk utbildning och svenska attityder är traditionellt icke lingvafobiska vad gäller inlärning av standardsvenska och utländska standardspråk med hög prestige. I de förutvarande svenska elitgymnasierna, läroverken, undervisades alla elever i tre främmande språk, och vissa elever dessutom i latin och grekiska. Däremot har svensk politik och svenska attityder sedan lång tid varit övervägande dialektfobiska och lingvafobiska gentemot inhemska språkliga varieteter. Läroplaner för skolan har haft den uttalade målsättningen att utrota Sveriges språkliga varieteter, germanska såväl som finsk‐ugriska (samiska, finska och tornedalsfinska). De svenska folkmålen, som är egenartade språk, har kraftigt försvagats, och de flesta svensktalande torde vara ovetande om, att deras familjer har påtvungits ett veritabelt språkbyte, från språk, som fonologiskt, morfologiskt och lexikalt är väsensskilda från det sent konstruerade standardspråket, till de likriktade regionala former av standardsvenska, som, något oegentligt, kallas dialekter. Under 1800-talet fanns ett folkligt avvisande av tanken på ett allmänt språkbyte i Sverige, ett motstånd som till större delen uppgavs omkring 1900.

## Lingvafobi som språkskepsis
Oberoende av bruket av lingvafobi för att beskriva sociala relationer, har indologen Karl Potter använt termen för att beskriva filosofisk språkskepsis. I denna betydelse innebär lingvafobi inte motvilja mot språk utan en övertygelse om dess otillräcklighet för att beskriva verkligheten.